# Бушман-Дормонд, Карсон
Карсон Эмануэль Бушман-Дормонд (нидерл. Carson Emanuel Buschman-Dormond; род. 27 октября 2002, Ванкувер, Канада) — нидерландский футболист, полузащитник клуба «Тулевик», играющий на правах аренды за «Цюрих».

## Карьера
Играл в молодёжке канадских клубов «Фьюжн» и «Ванкувер Уайткэпс».

### «Тулевик»
В феврале 2021 года подписал контракт с эстонским клубом «Тулевик» из Вильянди. Дебютировал в Премиум-лиге 13 марта 2021 года в матче с «Курессааре», забив победный мяч встречи. В Кубке Эстонии сыграл в 1/4 финала с «Нымме Калью», но в полуфинале команда не смогла одолеть «Левадию».

### «Цюрих»
В июле 2021 года перешёл в «Цюрих» на правах долгосрочной аренды. Карсона заявили в основную и вторую команду клуба. Дебют в Третьей лиге Швейцарии состоялся 28 августа 2021 года в матче с «Блэк Старз».